# Міжнародний стадіон Мубарака
Міжнародний стадіон Мубарака (араб. ستاد مبارك الدولي; англ. Mubarak International Stadium) — багатофункціональний стадіон у місті Суеці (Єгипет).
Міжнародний стадіон Мубарака обладнаний сидячими місцями й здатний прийняти 45 000 глядачів. 
Зведення спортивної споруди було завершено 2009 року.
Стадіон приймав матчі групи С Чемпіонату світу з футболу серед молодіжних команд 2009 року, а також чвертьфінальні ігри цього турніру.